# كيفن هوارث
كيفن هوارث (بالإنجليزية: Kevin Howarth)‏ هو ممثل بريطاني، ولد في 22 أغسطس 1957 في Keresley ‏ في المملكة المتحدة.

## وصلات خارجية
- كيفن هوارث على موقع IMDb (الإنجليزية)
- كيفن هوارث على موقع قاعدة بيانات الفيلم (الإنجليزية)